# 彼得·M·格林
彼得·M·格林（英語：Peter Morris Green，1924年12月22日—2024年9月16日）是一位英国历史学家、古典學家和小說家，主要作品有《马其顿的亚历山大》（Alexander of Macedon 356-323 BC: A Historical Biography，1974年初版，1991年重印）、《希波战争》（The Greco-Persian Wars，1996年）等。